# National Amateur Cup 2020-2021
La National Amateur Cup 2020-2021 è stata la prima edizione dell'omonima manifestazione maltese di calcio.
Il torneo, iniziato il 31 ottobre 2020, e che inizialmente prevedeva la disputa della finale il 13 marzo 2021, è stato interrotto ed in seguito abbandonato anticipatamente il 9 aprile 2021 a causa dell'blocco delle attività sportive dichiarato dalle autorità sanitarie maltesi a seguito della pandemia di COVID-19 a Malta.

## Formato
Il torneo, istituito nel 2020 a seguito di una riforma del sistema calcistico maltese intrapresa dalla MFA, prevedeva la partecipazione di tutte le 22 squadre della BOV National Amateur League oltre a due squadre iscritte alla seconda divisione del Campionato di calcio di Gozo. Alle quattro semifinaliste era riservato il diritto ad accedere alla Coppa di Malta.

## Turno preliminare
Il sorteggio del turno preliminare è stato effettuato il 26 ottobre 2020.
| Squadra 1          | Risultato       | Squadra 2       |
| ------------------ | --------------- | --------------- |
| 31 ottobre 2020    |                 |                 |
| Kirkop United      | 5 - 0           | Ta' Xbiex       |
| Xghajra Tornadoes  | 2 - 3           | Mġarr           |
| Żurrieq            | 3 - 1           | Marsaskala      |
| 1 novembre 2020    |                 |                 |
| Attard             | 7 - 0           | Żebbuġ Rovers   |
| Luqa               | 1 - 2           | Melita          |
| Siggiewi           | 2 - 1           | Santa Venera    |
| Żabbar St. Patrick | 3 - 0           | Dingli Swallows |
| 11 novembre 2020   |                 |                 |
| Mtarfa             | 0 - 0 (4-5 dtr) | Mdina Knights   |

## Ottavi di finale
| Squadra 1             | Risultato       | Squadra 2          |
| --------------------- | --------------- | ------------------ |
| 24 novembre 2020      |                 |                    |
| Birzebbuga St. Peters | 1 - 0           | Attard             |
| 25 novembre 2020      |                 |                    |
| Żurrieq               | 2 - 1           | Mdina Knights      |
| 26 novembre 2020      |                 |                    |
| Kalkara               | 1 - 0 (dts)     | Kirkop United      |
| Siggiewi              | 1 - 1 (6-5 dtr) | Rabat Ajax         |
| 1 dicembre 2020       |                 |                    |
| Għargħur              | 0 - 2           | Msida Saint-Joseph |
| Mellieħa              | 7 - 2           | Munxar Falcons     |
| 2 dicembre 2020       |                 |                    |
| Melita                | 2 - 0           | Ghaxaq             |
| Żabbar St. Patrick    | 1 - 0           | Mġarr              |

## Quarti di finale
| Squadra 1          | Risultato       | Squadra 2             |
| ------------------ | --------------- | --------------------- |
| 12 dicembre 2020   |                 |                       |
| Kalkara            | 2 - 3           | Msida Saint-Joseph    |
| Melita             | 3 - 4           | Birzebbuga St. Peters |
| Mellieħa           | 1 - 2           | Żurrieq               |
| Żabbar St. Patrick | 0 - 0 (7-8 dtr) | Siggiewi              |

## Semifinali
| Squadra 1          | Risultato | Squadra 2             |
| ------------------ | --------- | --------------------- |
| 20 febbraio 2021   |           |                       |
| Żurrieq            | 2 - 0     | Birzebbuga St. Peters |
| Msida Saint-Joseph | 6 - 1     | Siggiewi              |

## Finale
| Squadra 1        | Risultato     | Squadra 2          |
| ---------------- | ------------- | ------------------ |
| 13 febbraio 2021 |               |                    |
| Żurrieq          | non disputata | Msida Saint-Joseph |